# Pneumatopteris glandulifera
Pneumatopteris glandulifera är en kärrbräkenväxtart som först beskrevs av Brackenr., och fick sitt nu gällande namn av Holtt. Pneumatopteris glandulifera ingår i släktet Pneumatopteris och familjen Thelypteridaceae. Utöver nominatformen finns också underarten P. g. angusta.